# توماس إتش. براون
توماس إتش. براون هو سياسي أمريكي، ولد في 29 يوليو 1917 في إنديانا في الولايات المتحدة، وتوفي في 24 أغسطس 2002 بسبب سرطان. نشط حزبياً في Michigan Democratic Party ‏. وقد انتخب عضو مجلس نواب ميشيغان ‏.